# Harpalyke (måne)
Harpalyke er en af planeten Jupiters måner: Den blev opdaget 23. november 2000 af Scott S. Sheppard, David C. Jewitt, Yanga R. Fernández og Eugene A. Magnier. Lige efter opdagelsen fik den den midlertidige betegnelse S/2001 J 5, og efter det nummereringssystem som blev indført med opdagelsen af de galileiske måner hedder den. Jupiter XXII. Sidenhen har den Internationale Astronomiske Union formelt opkaldt den efter Harpalyke, som i visse kilder til den græske mytologi var en af Zeus' elskerinder.
Harpalyke hører til Ananke-gruppen; en gruppe af i alt 16 Jupiter-måner med omtrent samme omløbsbane som Ananke. Harpalyke er ca. 4,4 kilometer i diameter, og ud fra skøn over dens masse anslås dens massefylde til ca. 2600 kilogram pr. kubikmeter: Det tyder på at den hovedsageligt består af klippemateriale, og i mindre omfang af is. Den har en mørk overflade med en albedo på blot 4%.